# El Carpio
El Carpio – gmina w Hiszpanii, w prowincji Kordoba, w Andaluzji, o powierzchni 46,68 km². W 2011 roku gmina liczyła 4555 mieszkańców.